# Hans Ankwicz-Kleehoven
Hans Ankwicz-Kleehoven, ursprünglich Johann Felix Ankwicz von Kleehoven, (* 29. September 1883 in Böheimkirchen, Niederösterreich, Österreich-Ungarn; † 1. Oktober 1962 in Wien) war ein österreichischer Kunsthistoriker und Bibliothekar.

## Leben
Hans Ankwicz-Kleehoven studierte von 1902 bis 1906 Geschichte und Kunstgeschichte in Wien und Berlin. In Wien wurde er 1906 in Geschichte mit der Arbeit Dr. Johann Cuspinian. Sein Leben und Werke promoviert. Anschließend trat er in den Staatsdienst und war in der Bibliothek des Unterrichtsministeriums tätig. Seit 1915 arbeitete er für das Museum für Kunst und Industrie, unterbrochen 1915 bis 1918 durch den Kriegsdienst. Im Jahr 1925 wurde er Leiter der Bibliothek des Museums für Kunst und Industrie. 1939 wurde er wegen jüdischer Herkunft mütterlicherseits zwangspensioniert. 1945 wurde er Direktor der Bibliothek der Akademie der bildenden Künste Wien mit dem Titel Generalstaatsbibliothekar. Hans Ankwicz-Kleehoven wurde auf der (inzwischen abgelaufenen) Grabstätte der Familie auf dem Pötzleinsdorfer Friedhof beerdigt. 
Von 1920 bis 1938 und wieder seit 1945 schrieb er als Kunstreferent für die Wiener Zeitung. 

## Schriften (Auswahl)
- Historische und kunsthistorische Arbeiten, unter anderem Cuspinians Briefwechsel. 1933
- Hodler und Wien, 1950
- Documenta Cuspiniana. Urkundliche und literarische Bausteine zu einer Monographie über den Wiener Humanisten Dr. Johann Cuspinian. Rohrer, Wien 1957.
- Der Wiener Humanist Johannes Cuspinian. Gelehrter und Diplomat zur Zeit Kaiser Maximilians I. Böhlau, Graz, Köln 1959.